# Dominio japonés de Taiwán
El dominio japonés de Taiwán, el periodo colonial de Taiwán, o la ocupación japonesa de Taiwán se refiere al período entre el 22 de octubre de 1895 y el 25 de octubre de 1945, durante el cual Taiwán fue una colonia del Imperio del Japón. La ocupación de Taiwán fue parte de la política japonesa de expansión hacia el sur que comenzó en el siglo XIX.
Taiwán fue la primera posesión de ultramar para los japoneses, que convertirían la isla en una verdadera «colonia modelo». El resultado de la política del gobierno japonés fue la mejora de la economía, la industria, el empleo y la cultura. Sin embargo, el dominio japonés de Taiwán también tuvo consecuencias negativas, como la represión militar de todo intento de resistencia, la discriminación positiva hacia los naturales de Japón, o el aumento de la prostitución femenina.
El relativo fracaso de la dominación china continental posterior a la Segunda Guerra Mundial por parte del Kuomintang condujo a un cierto grado de nostalgia en la generación de taiwaneses que habían experimentado ambas. Esto ha afectado, hasta cierto punto, a cuestiones como la identidad nacional, la identidad étnica y el movimiento de independencia de Taiwán.

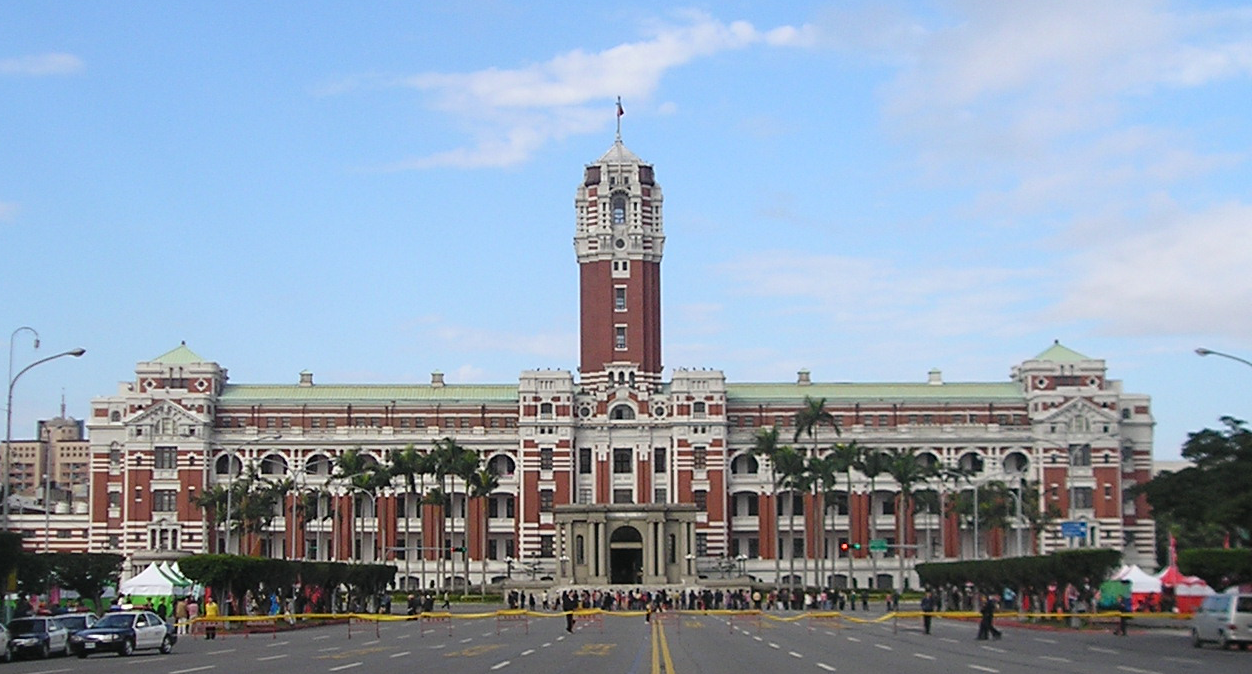
Palacio del Gobernador Japonés en Taipéi.

## Historia

### Antecedentes
Japón había tratado de ampliar su control imperial sobre Taiwán (conocido en Japón como Takasago Koku (高砂国, El país de las montañas) desde 1592, cuando Toyotomi Hideyoshi ya llevó a cabo una política de expansión de Japón hacia el sur. Varios intentos de invadir Taiwán fracasaron, debido principalmente a las enfermedades y la resistencia armada de los aborígenes. En 1609, el shogunato Tokugawa envió a Haruno Arima en una misión de exploración de la isla. En 1616, Murayama Toan dirigió una fallida invasión.
En noviembre de 1871, 69 personas a bordo de un buque del reino de Ryukyu se vieron obligados a desembarcar cerca de la punta sur de Taiwán, por los fuertes vientos. Hubo un conflicto con los aborígenes Paiwan y 54 de los marinos fueron asesinados. En octubre de 1872, Japón pidió una indemnización a la dinastía Qing de China, afirmando que las islas Ryukyu eran parte de Japón, pero el gobierno Qing se negó a concederla alegando que el Reino de Ryukyu era en esa época un estado independiente. Los japoneses no aceptaron este argumento y pidieron que se castigase a los "bárbaros en Taiwán".
Entonces las autoridades Qing explicaron que había dos tipos de aborígenes en Taiwán: los regidos directamente por China, y los desnaturalizados o «bárbaros... fuera del alcance de la cultura china, que por tanto no eran gobernados directamente», y citaron casos similares en todo el mundo en los que la población aborigen, o parte de ella, no estaba bajo la influencia de la cultura dominante de ese país.
Los japoneses sin embargo lanzaron una expedición de 3000 soldados en abril de 1874. En mayo, la dinastía Qing comenzó a enviar tropas para reforzar la isla, y a finales de año el gobierno de Japón decidió retirar sus fuerzas al darse cuenta de que aún no estaba listo para una guerra con China.
El número de víctimas en esta expedición fue de 30 para Taiwán, y 543 para los soldados japoneses (12 en combate y 531 por enfermedad).[cita requerida]

### Cesión de Taiwán (1895)

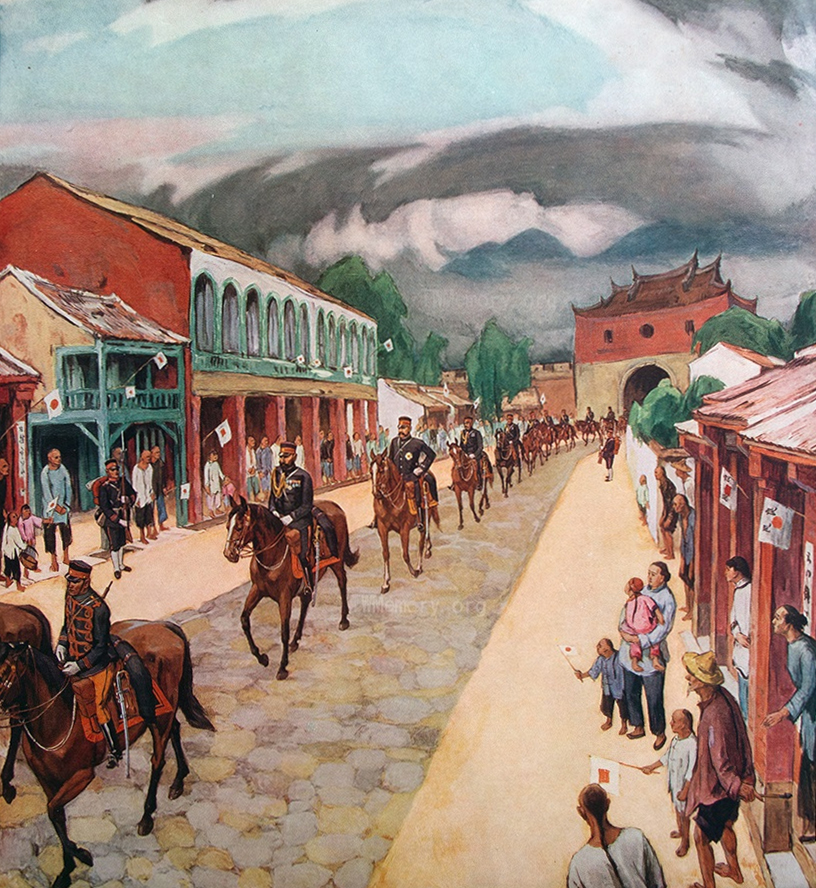
Soldados japoneses entrando a la ciudad de Taipéi en 1895, tras del Tratado de Shimonoseki.

En la década de 1890, alrededor del 45 por ciento de Taiwán estaba bajo la administración china Qing, y el resto de regiones poco pobladas del interior bajo control de los aborígenes. La primera guerra sino-japonesa estalló entre la dinastía Qing de China y Japón en 1894 tras una disputa sobre la soberanía de Corea. Después de su derrota, China cedió las islas de Taiwán y Penghu a Japón en el Tratado de Shimonoseki, firmado el 17 de abril de 1895. Según los términos del tratado, Taiwán, Penghu, y las regiones entre 119˚E-120˚E y 13˚N-14˚N quedaban cedidas al Japón a perpetuidad. Ambos gobiernos enviaron representantes a Taiwán para iniciar la transición, que debía durar no más de dos meses. La era que comienza entonces se ha denominado en ocasiones «período colonial», y en otras «período de ocupación».[cita requerida] La ceremonia de cesión tuvo lugar a bordo de un buque japonés, porque el delegado de China temía represalias por parte de los residentes de Taiwán.
El estadista de la China Qing Li Hongzhang trató de minimizar la pérdida ante la emperatriz Cixí: «Los pájaros no cantan y las flores no son fragantes en la isla de Taiwán. Los hombres y las mujeres son inoficiosos y no son tampoco apasionados». Pero la pérdida de Taiwán se convertiría en un acicate para el movimiento nacionalista chino en los años que siguieron. El 24 del mismo año, rechazando la cesión a Japón, se proclamó la breve República de Formosa, de carácter pro-Qing.
Al llegar a Taiwán, el nuevo gobierno colonial japonés dio a los habitantes dos años para elegir si aceptaban su nueva condición de súbditos japoneses, o salían de la isla.

### Primeros años: 1895-1915

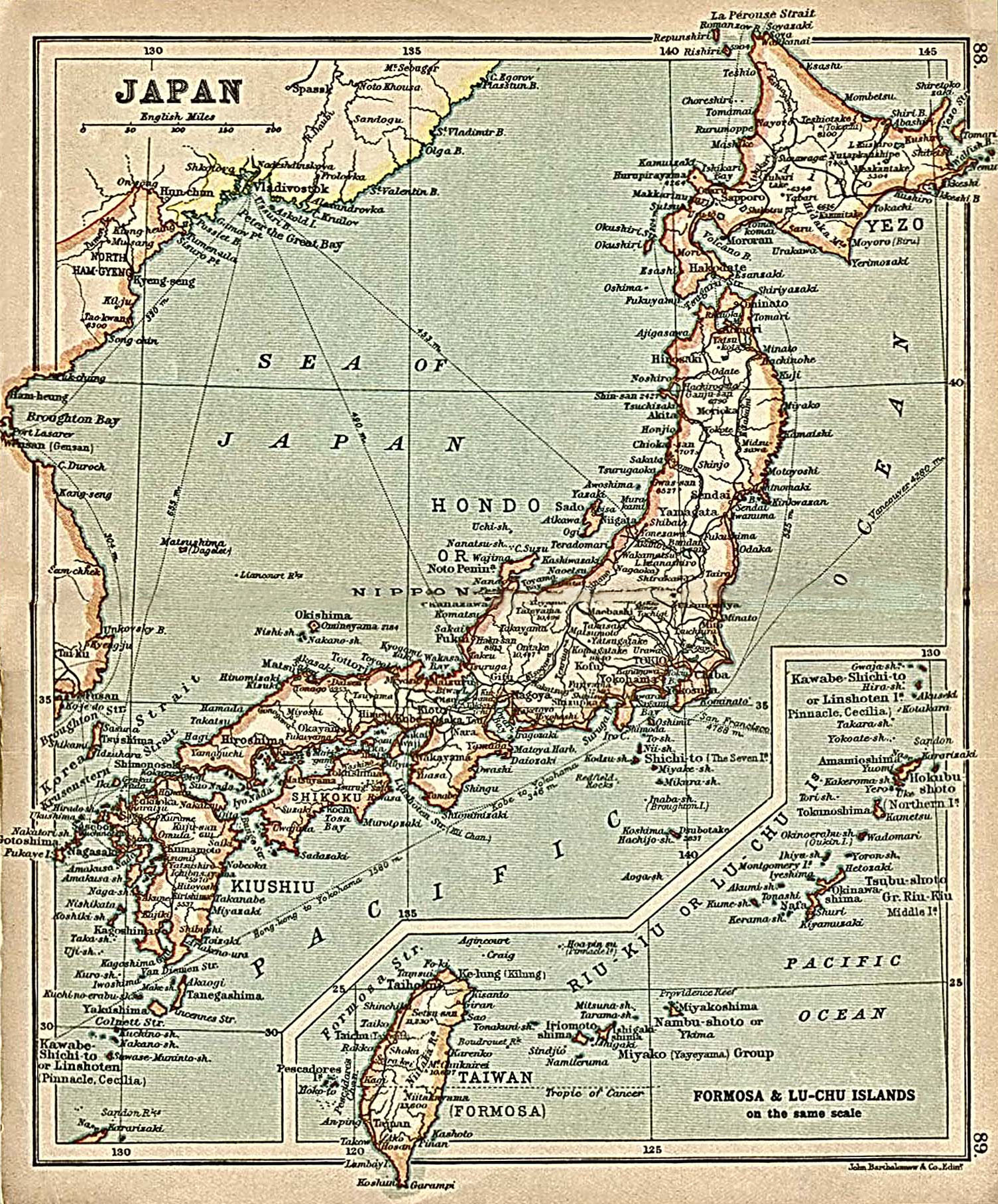
Un mapa de Japón en 1911, incluyendo Taiwán.

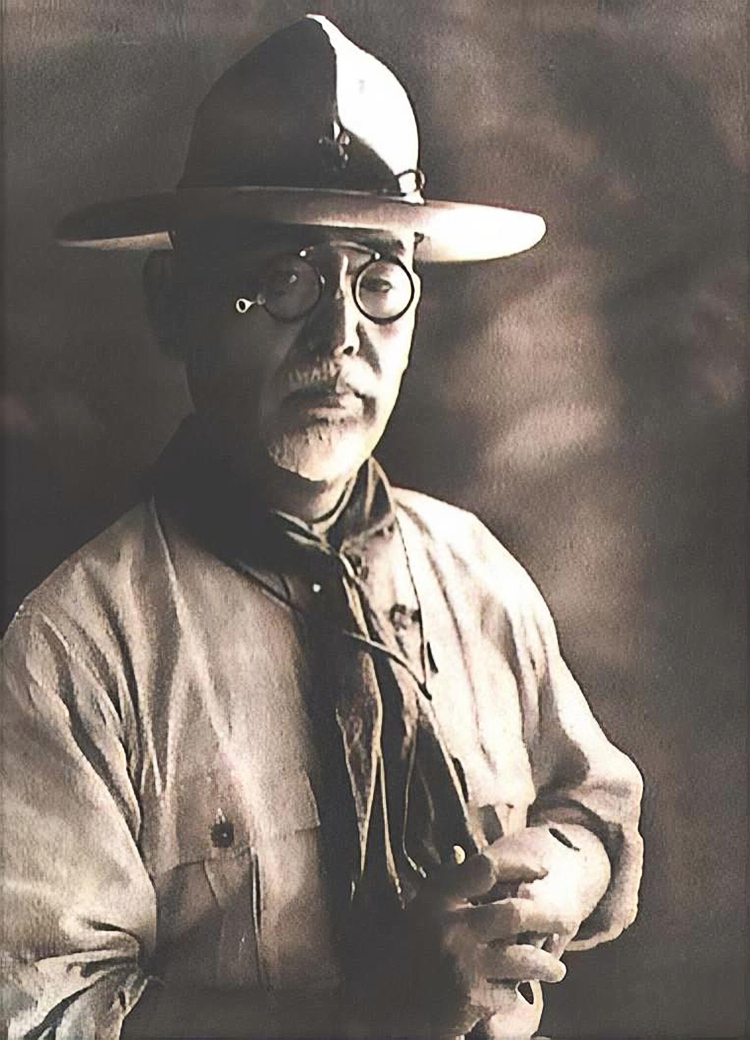
Gotō Shinpei, Jefe de asuntos interiores, 1896-1918.

Los primeros años de la administración japonesa se refieren al período entre el primer desembarco de las fuerzas japonesas en mayo de 1895 y el incidente Tapani de 1915, que marcó el punto culminante de la resistencia armada. Durante este período, la resistencia popular a la dominación japonesa fue alta, y el mundo se preguntó si una nación no occidental como Japón podía gobernar de manera efectiva una colonia propia. En 1897 en la Dieta de Japón se debatió si vendían Taiwán a Francia. Durante estos años, el puesto de gobernador general de Taiwán lo desempeñaba siempre un militar, y se hizo hincapié en la represión de la insurgencia.
En 1898, el gobierno Meiji de Japón nombró al que fue cuarto gobernador general de Taiwán, el conde Kodama Gentarō, y al talentoso político civil Gotō Shinpei como su jefe de Asuntos de Interior. Se creó entonces el enfoque del palo y la zanahoria, un tipo de gestión que continuaría varios años, y que marcó el comienzo de un gobierno colonial dominado por Japón, pero sujeto a las leyes japonesas.
Pronto fueron dos, sin embargo, los posibles planteamientos para integrar Taiwán: el defendido por Gotō sostenía que, desde una perspectiva biológica, los indígenas no podían ser completamente asimilados y que Japón tendría que seguir el enfoque británico, es decir: que Taiwán no debería regirse por las mismas leyes que las islas principales. El punto de vista opuesto, propugnado por el futuro primer ministro Hara Takashi, era que tanto taiwaneses como coreanos eran bastante similares a los japoneses, y que serían totalmente absorbidos por la sociedad japonesa, o sea: regidos por los mismos criterios legales y gubernamentales que el archipiélago japonés.
El enfoque defendido por Gotō prevaleció durante su mandato como Jefe de Asuntos del Interior (entre marzo de 1898 y noviembre de 1906), y hasta que Hara Takashi fue nombrado primer ministro de Japón en 1918. En este período, el gobierno colonial estuvo autorizado a aprobar leyes y decretos especiales, y se puso énfasis en mantener la estabilidad social y suprimir la disensión.

### Integración (Dōka): 1915-1937

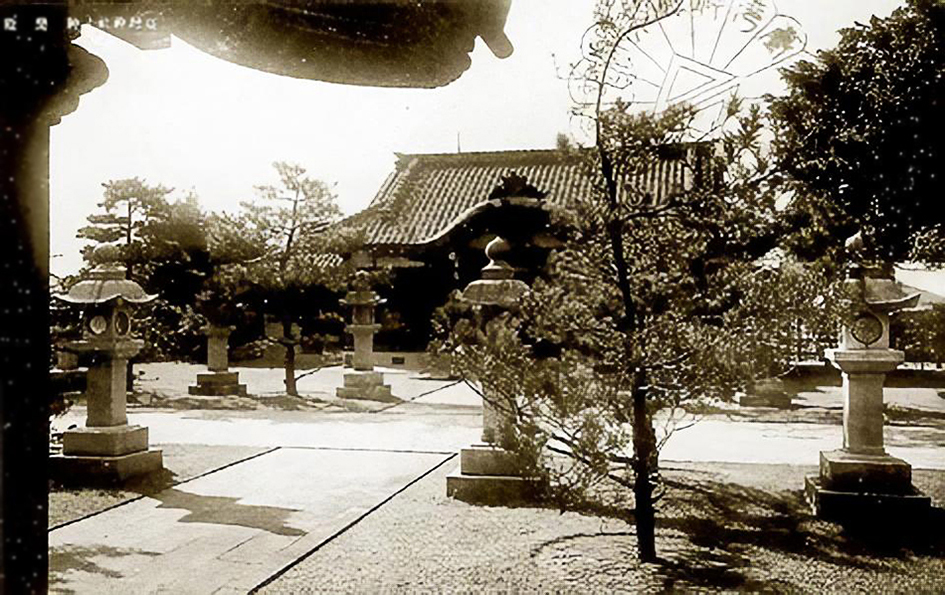
Gran Santuario de Taiwán, un santuario sintoísta construido en Taipéi (entonces Taihoku) en 1901.

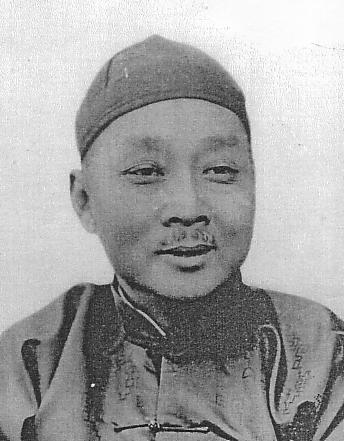
Xie Jishi, ministro de Asuntos Exteriores de Manchukuo.

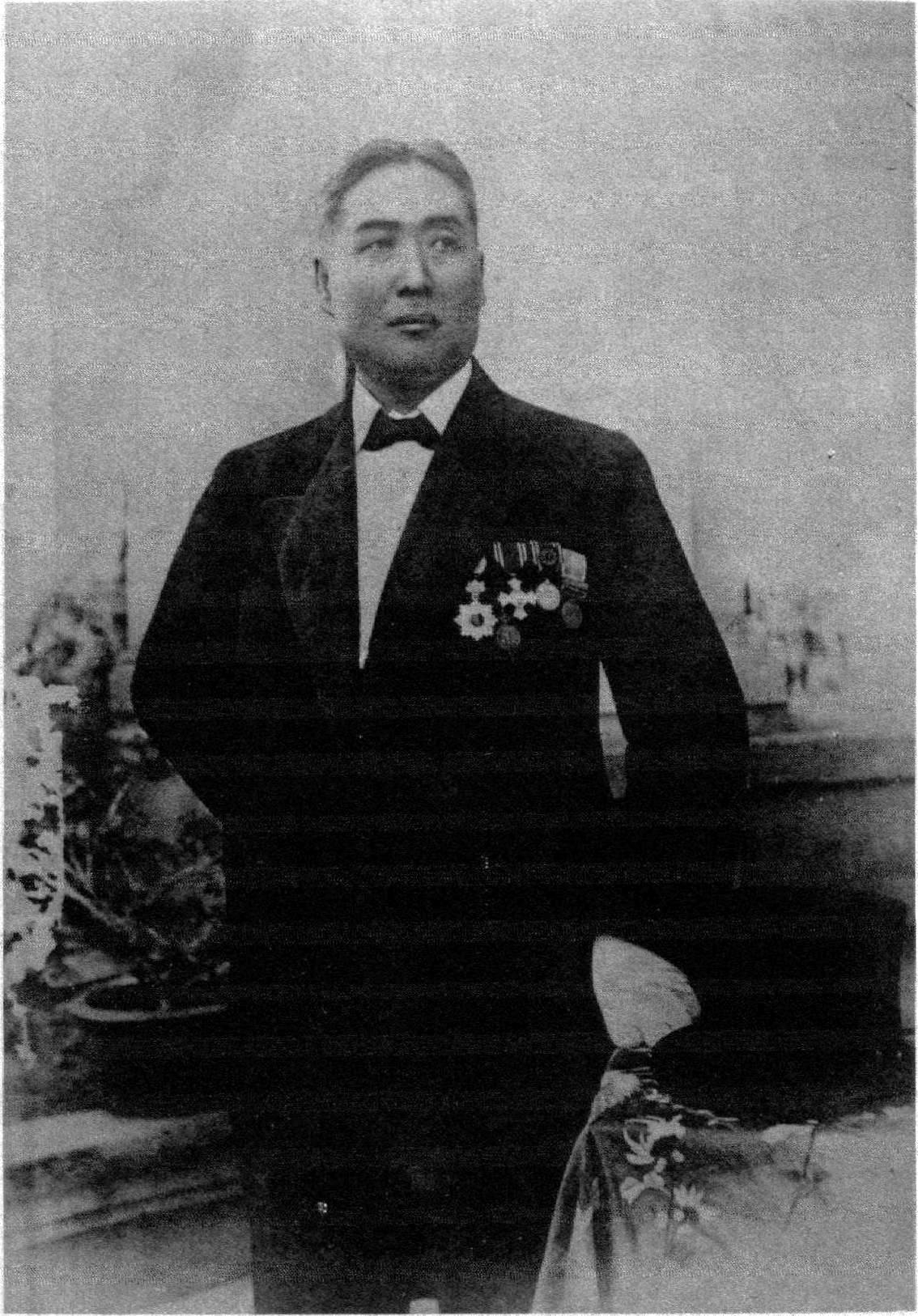
Koo Hsien-jung, miembro de la Cámara de Pares.

El segundo período de la dominación japonesa se suele establecer entre fines de 1915 con el incidente de Tapani, y el incidente del Puente Marco Polo en 1937, que inició lo que sería la segunda guerra sino-japonesa. Durante este periodo se fortalecieron las ideas de autodeterminación de los nativos y, como resultado, los gobiernos coloniales en todo el mundo empezaron a hacer mayores concesiones.
El clima político en Japón también había cambiado; a mediados de la década de 1910 el Gobierno japonés se iba democratizando poco a poco, en lo que se conoce como la era Taishō (1912-1925), en la que el poder se concentró en la Dieta Imperial, cuyo electorado se había ampliado a todos los varones adultos en 1925. En 1919, Den Kenjirō fue nombrado para ser el primer gobernador general civil de Taiwán. Antes de su partida, se reunió con el primer ministro Hara Takashi y ambos acordaron llevar a cabo una política de "Dōka" (同化, Tónghùa en Hanyu Pinyin, literalmente "asimilación"), en la que Taiwán sería considerado una extensión de las islas japonesas, y los taiwaneses educados para entender su papel y responsabilidades como súbditos del Japón. La nueva política fue anunciada formalmente en octubre de 1919.
Este planteamiento continuó durante veinte años. Se instituyó un gobierno local, un comité asesor con líderes locales elegidos (aunque con carácter estrictamente consultivo), y un sistema de escuelas públicas. Los azotes fueron prohibidos como castigo penal, y se estimuló el uso de la lengua japonesa. Todo ello contrastaba fuertemente con el enfoque de las administraciones anteriores, donde las preocupaciones del gobierno solo habían sido "los ferrocarriles, las vacunas, y el agua corriente".
Se introdujo la democracia en respuesta a la demanda de la opinión pública de Taiwán, y se crearon asambleas locales en 1935.

### «Japonización» (Kōminka): 1937-1945

Un mapa del Imperio Japonés, 1939-09-01. Las fechas indican el año aproximado en las que Japón obtuvo el control sobre los territorios resaltados.

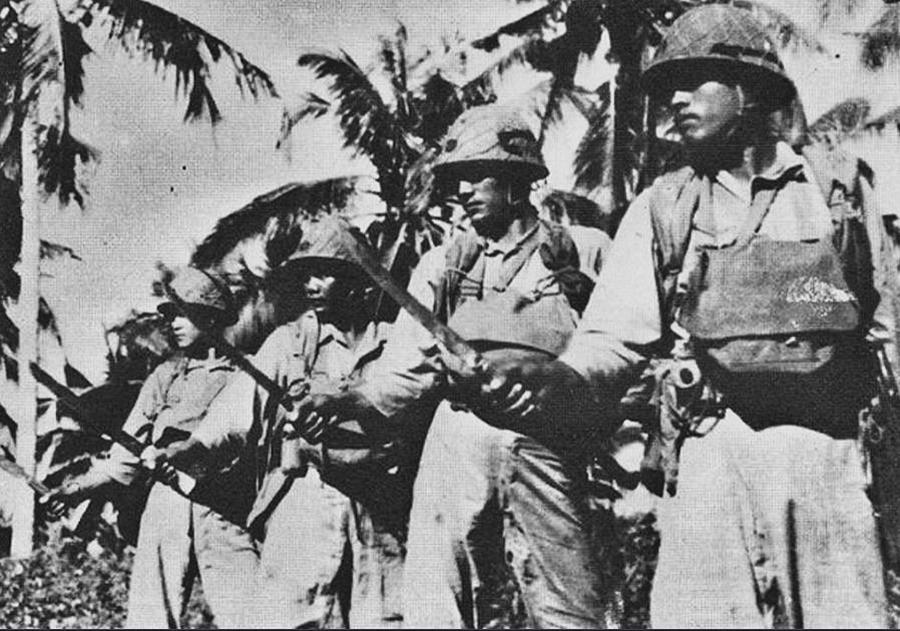
Voluntarios de Takasago

El último período de ocupación japonesa de Taiwán comenzó con el estallido de la segunda guerra sino-japonesa en 1937 y terminó junto con la Segunda Guerra Mundial en 1945. Con el surgimiento del militarismo en Japón en la segunda mitad de década de 1930, el cargo de gobernador general volvió a entregarse a militares, y Japón trató de aprovechar para la guerra los recursos y materiales de Taiwán. Para tal fin, la cooperación de los taiwaneses era esencial, y los nativos tendrían que ser asimilados plenamente como miembros de la sociedad japonesa. Como resultado de ello, los incipientes movimientos sociales fueron prohibidos y el gobierno colonial dedicó sus esfuerzos a la plena «japonización» de la sociedad taiwanesa, con el llamado «movimiento Kōminka» (皇民化運動, kōminka undō), que entre 1936 y 1940 se dedicó a construir el «espíritu japonés» (大和魂, Yamatodamashī), y en los últimos años (de 1941 a 1945) a promover la participación de los taiwaneses en los esfuerzos de guerra.
Como parte del movimiento, se estimuló activamente el idioma japonés, la vestimenta japonesa, las casas de estilo japonés, y la conversión al sintoísmo. En 1940 se aprobaron leyes para favorecer la adopción de nombres japoneses. En 1942, con la expansión de la Guerra del Pacífico (1937-1945), el gobierno también comenzó a alentar a Taiwán para aportar voluntarios al Ejército Imperial Japonés y la Armada, y finalmente en 1945 se ordenó el alistamiento masivo. En este tiempo se redactaron leyes para que Taiwán tuviese representación en la Dieta japonesa, con plenos derechos que en teoría permitirían a cualquier taiwanés convertirse en primer ministro de Japón. En el lado negativo, durante la guerra se forzó a muchas mujeres a prostituirse para satisfacción de los soldados japoneses, las llamadas mujeres de confort.
Como resultado de la guerra, Taiwán sufrió muchas pérdidas: treinta mil jóvenes taiwaneses (de los doscientos mil alistados) murieron sirviendo en las fuerzas armadas japonesas, y tres mil civiles en el bombardeo aliado a Taipéi (que desplazó a decenas de miles y trajo graves repercusiones económicas). En 1945, la actividad industrial y agrícola habían disminuido respectivamente al 33 y el 49 % de los niveles de 1937. La producción de carbón se redujo de 200 000 toneladas a 15 000, la de electricidad de 320 a 30 kW/h.

## El gobierno colonial

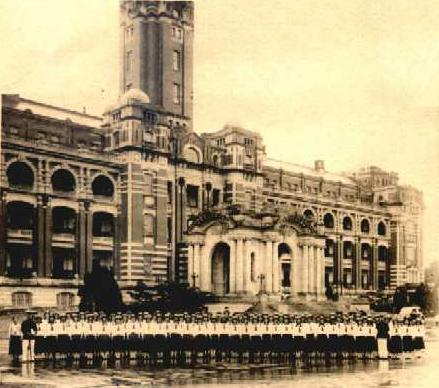
Estudiantes de secundaria de pie frente al Palacio del General-Gobernador en 1937.

Durante todo el período de ocupación japonesa, el gobierno colonial en Taiwán recibía el nombre de «Oficina del Gobernador General» y esa era su máxima autoridad, el Gobernador General de Taiwán nombrado por Tokio, que ejercía poder ejecutivo, legislativo y judicial, lo que en la práctica hacía de su gobierno una dictadura.

### Estructura
En su primera versión, el gobierno colonial se componía de tres departamentos: Interior, Ejército y Marina. El departamento de Interior se dividía en cuatro oficinas: Interior, Agricultura, Finanzas y Educación. Los departamentos del Ejército y la Armada se fusionaron en 1896 para formar una Mesa de Asuntos Militares, y a raíz de las reformas de 1898, 1901 y 1919, el Departamento de Interior ganó tres oficinas más: Asuntos Generales, Judicial, y de Comunicaciones. Esta configuración se mantendría hasta el final del dominio colonial.

### Gobernadores generales
En los 50 años de gobierno de Japón (1895-1945), Tokio envió diecinueve gobernadores generales a Taiwán, que ejercieron el cargo durante un promedio de 2,5 años. Toda la etapa colonial se puede dividir en tres períodos, según la condición militar o civil del gobernador general: el primer período militar, el período civil, y el período militar posterior.
Los gobernadores generales de la primera época militar fueron Kabayama Sukenori, Katsura Tarō, Nogi Maresuke, Kodama Gentarō, Sakuma Samata, Ando Sadami, y Akashi Motojiro. Dos de ellos, Nogi Maresuke y Kodama Gentarō, se harían famosos en la guerra ruso-japonesa. Otros dos, Andō Sadami y Akashi Motojirō, son reconocidos en general como favorecedores de los intereses de Taiwán, y Akashi incluso plasmó en su testamento el deseo de ser enterrado en Taiwán, que de hecho se cumplió.
El período civil coincidió con la democracia Taishō en Japón, y los gobernadores generales de este período fueron en su mayoría nombrados por la Dieta de Japón: fueron Den Kenjirō, Uchida Kakichi, Izawa Takio, Kamiyama Mitsunoshin, Kawamura Takeji, Ishizuka Eizō, Ōta Masahiro, Minami Hiroshi, y Nakagawa Kenzō. En esta etapa, el gobierno colonial dedicó la mayor parte de sus recursos al desarrollo económico y social, más que a la represión militar.
Los gobernadores generales de la época militar posterior se centraron principalmente en el apoyo al esfuerzo de guerra japonés, y fueron Kobayashi Seizo, Hasegawa Kiyoshi, y Ando Rikichi. Este último fue quien habría de firmar en 1945 la cesión de Taiwán a la República China.

### Jefe de Asuntos del Interior
Formalmente conocido como Director de la Oficina del Interior (总务 长官), este cargo era el segundo más poderoso del gobierno colonial, y el principal ejecutor de la política interna en Taiwán.

### Divisiones administrativas

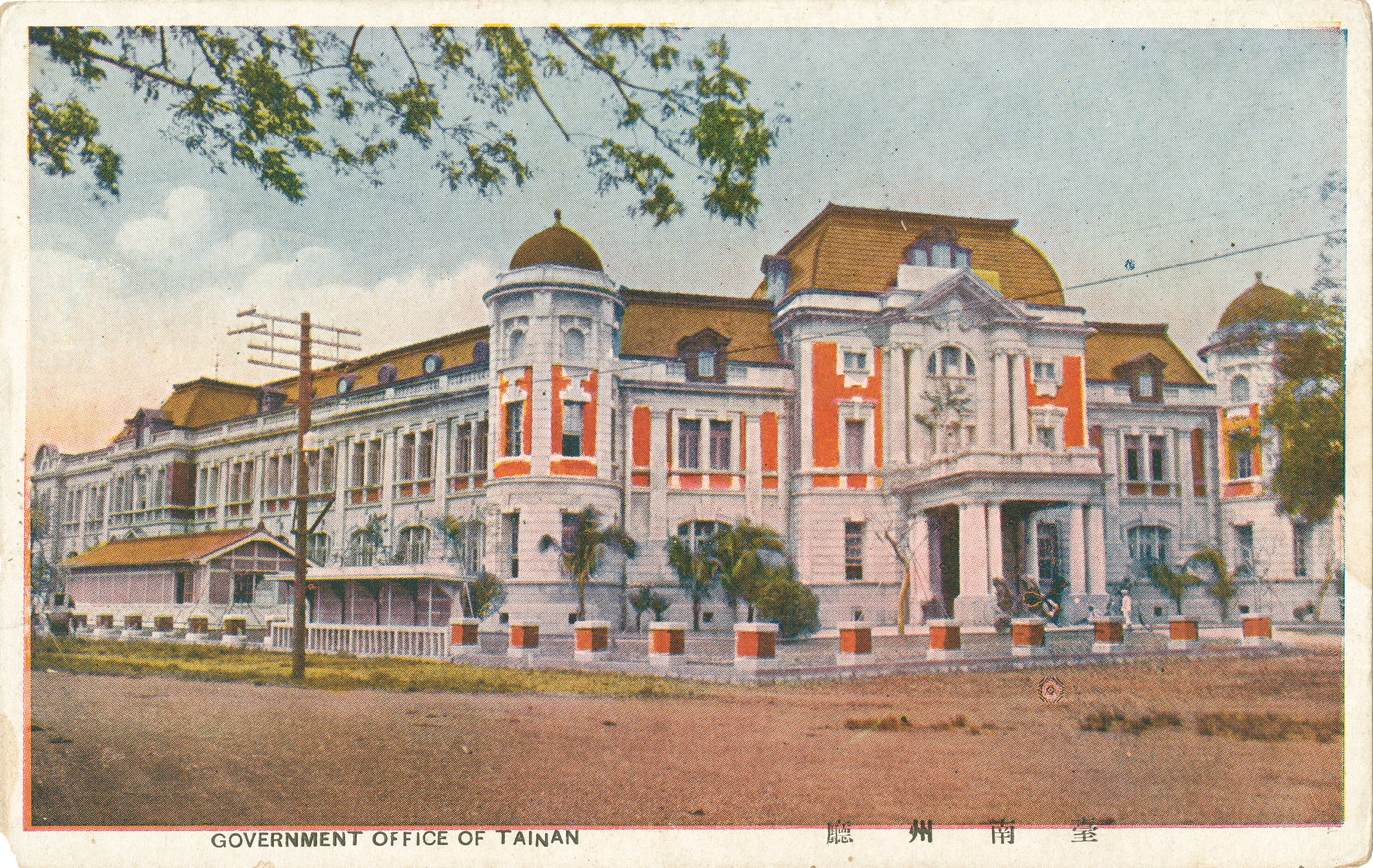
Edificio del Gobierno en la prefectura de Tainan.

Aparte del Gobernador General y el Jefe de Asuntos Internos, el gobierno japonés de la isla era una burocracia estrictamente jerárquica que incluía departamentos de aplicación de la ley, agricultura, finanzas, educación, minería, relaciones exteriores y asuntos judiciales. Otros organismos gubernamentales regían los tribunales, orfanatos, academias de policía, el transporte, la autoridad portuaria, la oficina de monopolios, las escuelas de todos los niveles, una estación de investigación agrícola y forestal, y la Universidad Imperial de Taihoku (hoy Universidad Nacional de Taiwán).
Administrativamente, Taiwán fue dividido en prefecturas. En 1926, estas eran:
| Nombre en Rōmaji | Nombre en Kanji | Distrito Moderno                                                      | Área (km²) |
| ---------------- | --------------- | --------------------------------------------------------------------- | ---------- |
| Taihoku          | 臺北州          | Taipei City, Taipei County, Yilan County, Keelung City                | 428.7      |
| Shinchiku        | 新竹州          | Hsinchu City, Hsinchu County, Taoyuan County, Miaoli County           | 4570.0     |
| Taichū           | 臺中州          | Taichung City, Taichung County, Chuanghua County, Nantou County       | 7382.9     |
| Tainan           | 臺南州          | Tainan City, Tainan County, Chiayi City, Chiayi County, Yunlin County | 4292.4     |
| Takao            | 高雄州          | Kaohsiung City, Kaohisung County, Pintung County                      | 5421.5     |
| Taitō            | 臺東廳          | Taitung County                                                        | 5721.9     |
| Karenkō          | 花蓮港廳        | Hualien County                                                        | 3515.3     |
| Hōko             | 澎湖廳          | Penghu County                                                         | 4628.6     |

## Resistencia armada
La mayoría de la resistencia armada contra el gobierno japonés se produjo durante los primeros 20 años de dominio colonial. Este período de la resistencia es generalmente dividido en tres etapas: la defensa de la República de Formosa; la guerra de guerrillas tras el colapso de la República, y una etapa final entre el levantamiento de Beipu de 1907, y el Incidente de Tapani de 1915. Posteriormente, la resistencia armada fue reemplazada en su mayoría por formas pacíficas de activismo cultural y político, con la notable excepción del Incidente de Wushe en 1930, que resultó en la masacre de las tribus Atayal.

### La República de Formosa

Bandera de la República de Formosa, 1895.

La decisión del gobierno chino Qing de ceder Taiwán a Japón con el Tratado de Shimonoseki causó un gran alboroto en Taiwán. El 25 de mayo de 1895, un grupo de funcionarios pro-Qing y la alta burguesía local declararon la independencia de China y la proclamación de una nueva República de Formosa, con el objetivo de mantener a Taiwán bajo el dominio la dinastía Qing. Se eligió al entonces gobernador Qing Tang Ching-sung como presidente. Pero las fuerzas japonesas desembarcaron en Keelung el 29 de mayo, tomando la ciudad el 3 de junio. Tang y su vicepresidente Chiu Feng-jia huyeron a China continental al día siguiente. A finales de junio, los partidarios de la República se reunieron en Tainan y eligieron a Liu Yung-fu como nuevo presidente. Por tres meses se libró una guerra entre Japón y la República de Formosa, hasta que los japoneses tomaron Tainan a finales de octubre. Poco después el presidente Liu huyó a China continental y terminaron los 184 días de historia de la República.

### Guerrillas
Tras el colapso de la República de Formosa, el Gobernador General japonés Kabayama Sukenori informó a Tokio que «la isla está asegurada», y procedió a iniciar la tarea de la administración. Sin embargo, se produjo una serie de levantamientos antijaponeses en diciembre, en el norte de Taiwán, que continuaron a un ritmo de aproximadamente uno por mes. En 1902, sin embargo, la mayoría de la actividad antijaponesa en la población de origen chino se había calmado. En el camino, 14.000 taiwaneses, el 0,5% de la población, había sido asesinada. Taiwán siguió estando relativamente tranquila hasta el levantamiento de Beipu en 1907. La razón de esos cinco años de calma se atribuye generalmente a la doble política del gobierno colonial: represión activa y obras públicas. En virtud de este enfoque de palo y zanahoria, la mayoría de los lugareños optó por observar y esperar.

### El incidente de Tapani

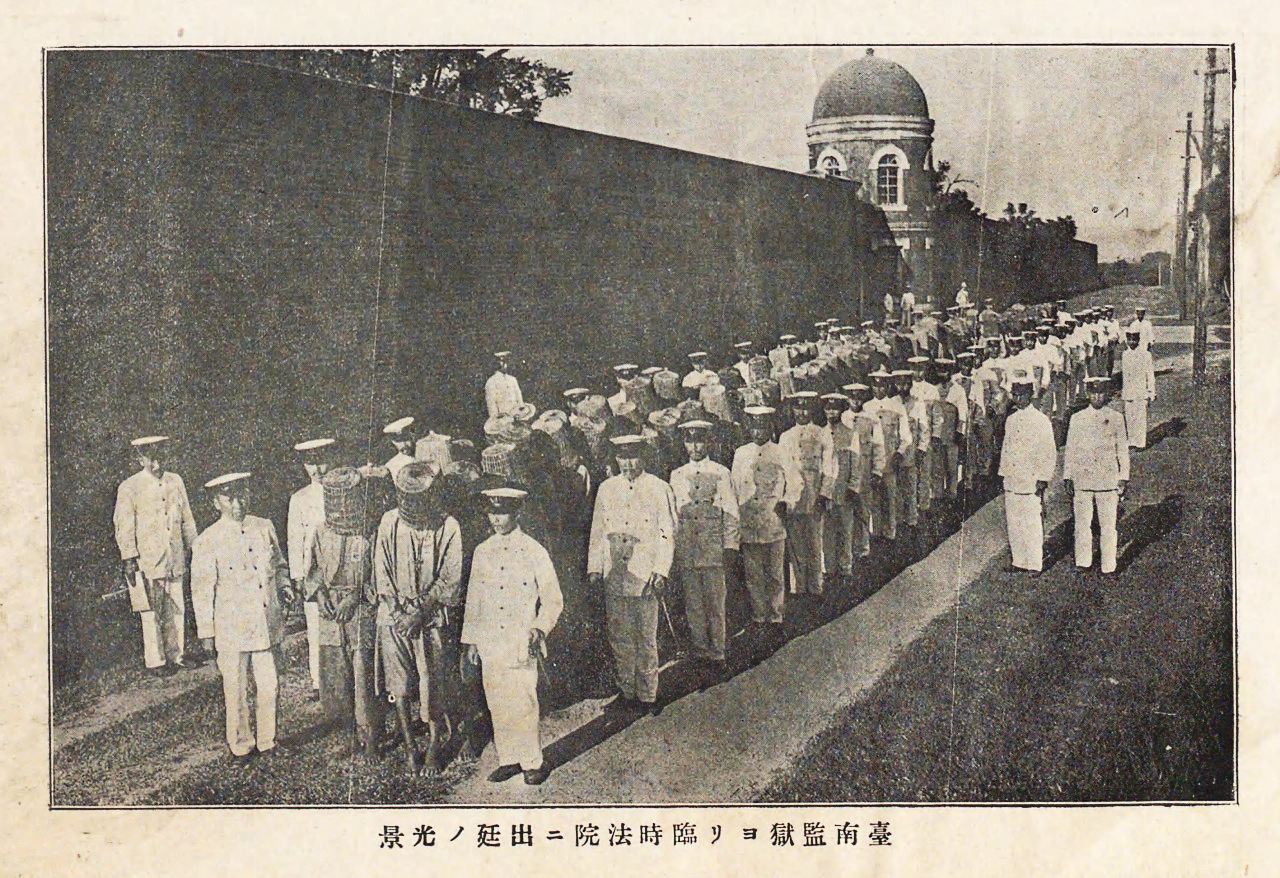
Insurgentes capturados durante el inciedente de Tapani, 1915.

La tercera y última etapa de la resistencia armada comprende desde el levantamiento de Beipu en 1907 hasta el incidente de Tapani de 1915.
En noviembre de 1907 en Beipu (noroeste de Taiwán) aborígenes Hakka y Saisiyat asesinaron a decenas de oficiales japoneses y sus familias; en represalia, más de cien rebeldes fueron ejecutados.
En julio de 1915 en Tapani, cerca de Tainan, un líder local llamado Yu Chingfang predijo la llegada de un dios que expulsaría a los japoneses, y convenció a muchos campesinos de que serían inmunes a las armas de los ocupantes. Tras vencer en las primeras escaramuzas, finalmente los rebeldes fueron derrotados, casi cien ejecutados y decenas encarcelados.
Entre los de Beipu y Tapani hubo trece pequeños levantamientos armados. En algunos casos, los conspiradores fueron descubiertos y arrestados antes incluso de que llegaran a rebelarse. De los trece levantamientos, once se produjeron después de la Revolución de 1911 en China, con la cual cuatro de ellos estaban directamente relacionados. Cuatro de los trece levantamientos exigían la reunificación con China, seis pretendían la independencia de Taiwán, y en los tres restantes no están claros los objetivos. Se ha especulado que el aumento de los levantamientos que pedían la independencia en lugar de la reunificación fue el resultado de la caída de la dinastía Qing en China, con la que desapareció para los locales la figura de un gobierno con el que estaban acostumbrados a identificarse.

## El incidente Wushe
Fue quizás el más famoso de todos los levantamientos antijaponeses, y se produjo en la región de mayoría aborigen de Musha (霧社, Pinyin:Wushe), en la prefectura de Taichū (situada en el actual distrito de Nantou). Tras años de opresión por parte del ejército japonés hacia la etnia Atayal y Seediq, en parte debido a sus costumbres arcaicas como brujería y sacrificios, el 27 de octubre de 1930 se produjo un incidente en el que un policía ofendió a Mona Rudao, un jefe de la tribu, durante la boda de su hijo. Días después, más de 300 aborígenes bajo su mando robaron armas de la policía y atacaron a residentes japoneses que asistían a una competición atlética, asesinando a 134 de ellos (entre los que había mujeres y niños), a 2 taiwaneses de la etnia Han (por error) e hiriendo a otros 215 japoneses. En represalia, el gobierno colonial ordenó una represión militar y, en los dos meses siguientes, cerca de mil aborígenes murieron luchando, ejecutados, o se suicidaron junto con sus familiares o compañeros de tribu. Varios miembros del gobierno fueron forzados a dejar sus cargos tras el incidente, que resultó ser el más violento de los levantamientos durante el gobierno de Japón. El año siguiente, además, cerca de 200 Seediq confinados en una reserva por haber participado en la rebelión fueron asesinados por tribus projaponesas, en lo que se denominó «segundo Incidente Wushe».

## Desarrollo de la economía y la educación

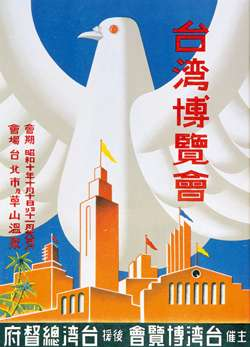
Póster para la exposición de Taiwán de 1935.

Una de las características más notables de la ocupación japonesa de Taiwán fue la naturaleza jerárquica del cambio social. Mientras que el activismo local desempeñó ciertamente un papel, la mayoría de los cambios sociales, económicos y culturales durante este periodo fue impulsada por tecnócratas del gobierno colonial. Con este como fuerza principal, y con los nuevos inmigrantes japoneses, la sociedad taiwanesa estaba muy dividida entre gobernantes y gobernados.
Bajo el control constante del gobierno colonial, aparte de algunos incidentes pequeños, durante los primeros años de la ocupación japonesa la sociedad de Taiwán fue en su mayoría muy estable. Si bien las tácticas de represión del gobierno colonial eran muy duras, los habitantes que cooperaron con las políticas económicas y educativas del Gobernador General observaron una mejora significativa en su nivel de vida durante el dominio japonés.

### Economía
La economía de Taiwán durante la ocupación japonesa fue en general una economía colonial estándar, es decir: los recursos humanos y naturales de Taiwán se utilizaron para ayudar al desarrollo de Japón, una política que comenzó con el Gobernador General Kodama y alcanzó su pico en 1943, en medio de la Segunda Guerra Mundial. De 1900 a 1920, la economía de Taiwán estaba dominada por la industria del azúcar, mientras que desde 1920 a 1930, el arroz fue el principal producto de exportación. Durante estos dos períodos, la política económica primordial del Gobierno de la Colonia fue «industria para Japón, agricultura para Taiwán». Después de 1930, debido a las necesidades de la guerra, el gobierno colonial empezó a aplicar una política de industrialización. bajo el mandato del séptimo gobernador, Akashi Motojiro. Un gran pantano en el centro de Taiwán se transformó en una gran represa, a fin de construir una planta de energía hidráulica para la industrialización. La presa y sus alrededores, conocidos hoy como Sun Moon Lake (Nichigetsutan), se han convertido en cita obligada para los turistas extranjeros que visitan Taiwán.
Aunque el foco principal de cada uno de estos períodos fue distinto, la meta principal durante todo el tiempo fue aumentar la productividad de Taiwán para satisfacer la demanda dentro de Japón, un objetivo que se logró con éxito. Como parte de este proceso, se inculcaron a los taiwaneses nuevas ideas y valores, se llevaron a cabo grandes proyectos de obras públicas como los ferrocarriles, se instauró la educación pública, y se introdujo el uso de las telecomunicaciones. A medida que la economía creció y se estabilizó la sociedad, la política se fue liberalizando y el apoyo popular al gobierno colonial comenzó a aumentar. Taiwán sirvió así como escaparate para la propaganda de Japón en sus esfuerzos coloniales en Asia, en especial con la celebración de la Exposición Internacional de Taiwán de 1935.

### Finanzas (banca)

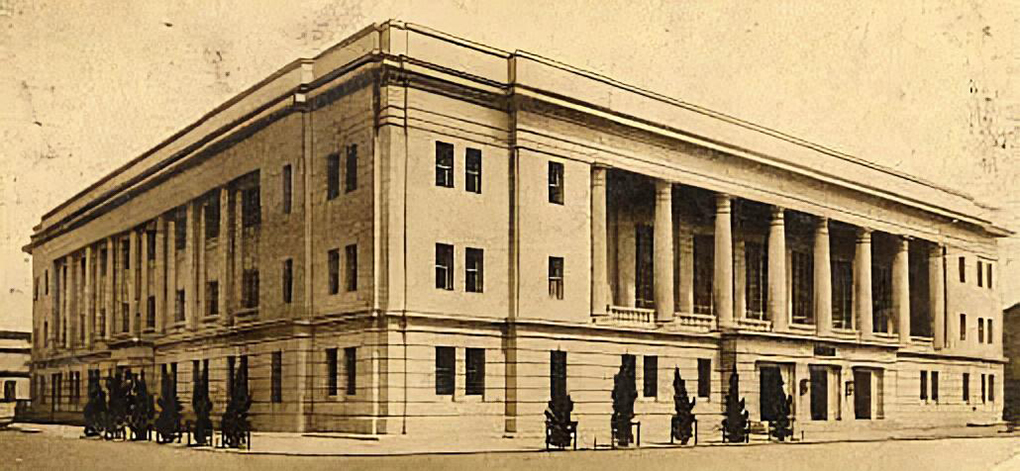
Banco de Taiwán, establecido en 1897 con sede en Taipéi, conocida entonces como Taihoku.

Poco después de la cesión de Taiwán a la dominación japonesa en septiembre de 1895, un banco de Osaka abrió una pequeña oficina en Kiro (Keelung). En junio del año siguiente, el Gobernador General concedió el permiso para que el banco estableciese el primer sistema bancario de estilo occidental en Taiwán.
En marzo de 1897, la Dieta de Japón aprobó la «Ley del Banco de Taiwán», por la que se crea el Banco de Taiwán, que inició sus operaciones en 1899. Además de las tareas bancarias normales, el Banco también sería responsable de acuñar la moneda utilizada en Taiwán durante la dominación japonesa.
Para mantener la estabilidad fiscal, el Gobierno Colonial procedió a licenciar más bancos, cajas rurales, y otras entidades financieras que contribuyeron a mantener la inflación en jaque.

### Educación obligatoria
Como parte del objetivo general del gobierno colonial de mantener a raya el movimiento antijaponés, la educación pública se convirtió en un mecanismo importante para facilitar el control y el diálogo intercultural. Aunque la educación secundaria era disfrutada principalmente por nacionales japoneses, la educación primaria obligatoria abarcó a la gran mayoría de los naturales de Taiwán.
El 14 de julio de 1895, Isawa Shuji fue nombrado Ministro de Educación, y propuso que el gobierno colonial aplicara una política de educación primaria obligatoria para los niños (una política que ni siquiera se había llevado a cabo en Japón en aquel tiempo). Como experimento, se estableció en Taipéi la primera escuela primaria de estilo occidental (la moderna Escuela Primaria Shilin). Satisfecho con los resultados, el gobierno ordenó la creación de catorce escuelas de idiomas en 1896, que fueron mejoradas para convertirse en escuelas públicas. Durante este período, las escuelas fueron segregadas por origen étnico; las Kōgakkō (公學校, Escuelas Públicas) se establecieron para los niños de Taiwán, mientras que las shōgakkō (小學校, Escuelas Primarias) se limitaban a los hijos de ciudadanos japoneses. También se establecieron escuelas para los aborígenes  en las áreas donde habitaban. Se establecieron criterios para la selección de maestros y varias escuelas para su formación, como la Taihoku Normal School. También se crearon instituciones educativas secundarias y superiores, como la Universidad Imperial de Taihoku, pero el acceso a ellas estaba restringido principalmente a los nacionales japoneses. El énfasis para la población local se puso en la formación profesional, para ayudar a aumentar la productividad.
El sistema de educación quedó definitivamente organizado en marzo de 1941, cuando todas las escuelas (a excepción de unas pocas escuelas aborígenes) fueron reclasificadas como kokumin gakkō (國民學校, Escuelas Nacionales), abiertas a todos los estudiantes, independientemente de su etnia. La educación era obligatoria para niños entre ocho y catorce años, y las materias impartidas incluían Moral (修身, shūshin), Composición (作文, sakubun), Lectura (讀書, dokusho), Escritura (習字, shūji), Matemáticas (算術, sanjutsu), Canto (唱歌, shōka), y Educación Física (體操, taisō).
En 1944, Taiwán tenía 944 escuelas primarias, con tasas de escolarización del 71,3% para niños taiwaneses, 86,4% en niños aborígenes, y 99,6% en niños japoneses en Taiwán, las más altas de Asia por detrás solo del propio Japón.

## Población
Como parte del énfasis puesto en el control gubernamental, el gobierno colonial llevó a cabo detallados censos de Taiwán, cada cinco años a partir de 1905. Las estadísticas muestran una tasa de crecimiento de la población de 0,988 a 2,835% por año en todo el dominio japonés. En 1905, la población de Taiwán era de aproximadamente 3,03 millones, en 1940 había aumentado a 5,87 millones de habitantes, y al final de la Segunda Guerra Mundial, en 1946, era de 6,09 millones.

## Transporte

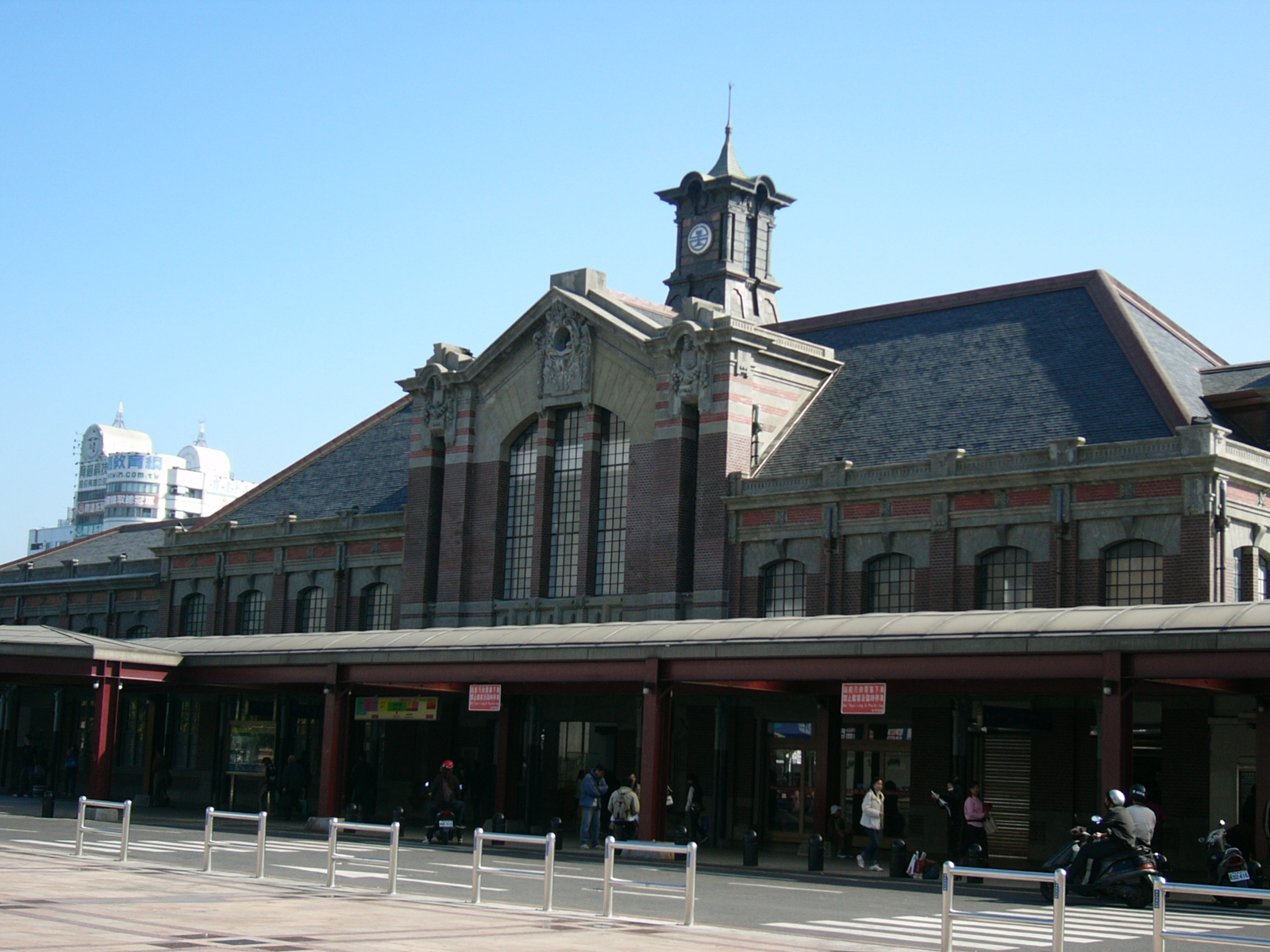
La actual estación de Taichung, construida originalmente en 1917 como Taichū Eki (臺中驛).

La Oficina del Gobernador General también puso gran esfuerzo en la modernización de los sistemas de transporte en Taiwán, especialmente ferrocarriles, y, en menor medida, carreteras. Como resultado, se establecieron enlaces de tránsito fiables entre los extremos norte y sur de la isla, que contribuyeron al aumento de la productividad.

### Ferrocarriles
El Ministerio de Ferrocarriles (predecesor de la moderna Taiwan Railway Administration) se estableció el 8 de noviembre de 1899, comenzando un periodo de rápida expansión de la red ferroviaria de la isla. Tal vez el mayor logro de esta época fue la realización de la Western Line, que unió las ciudades principales a lo largo del corredor occidental en 1908, reduciendo el tiempo de viaje entre el norte y el sur de Taiwán de varios días a un solo día.

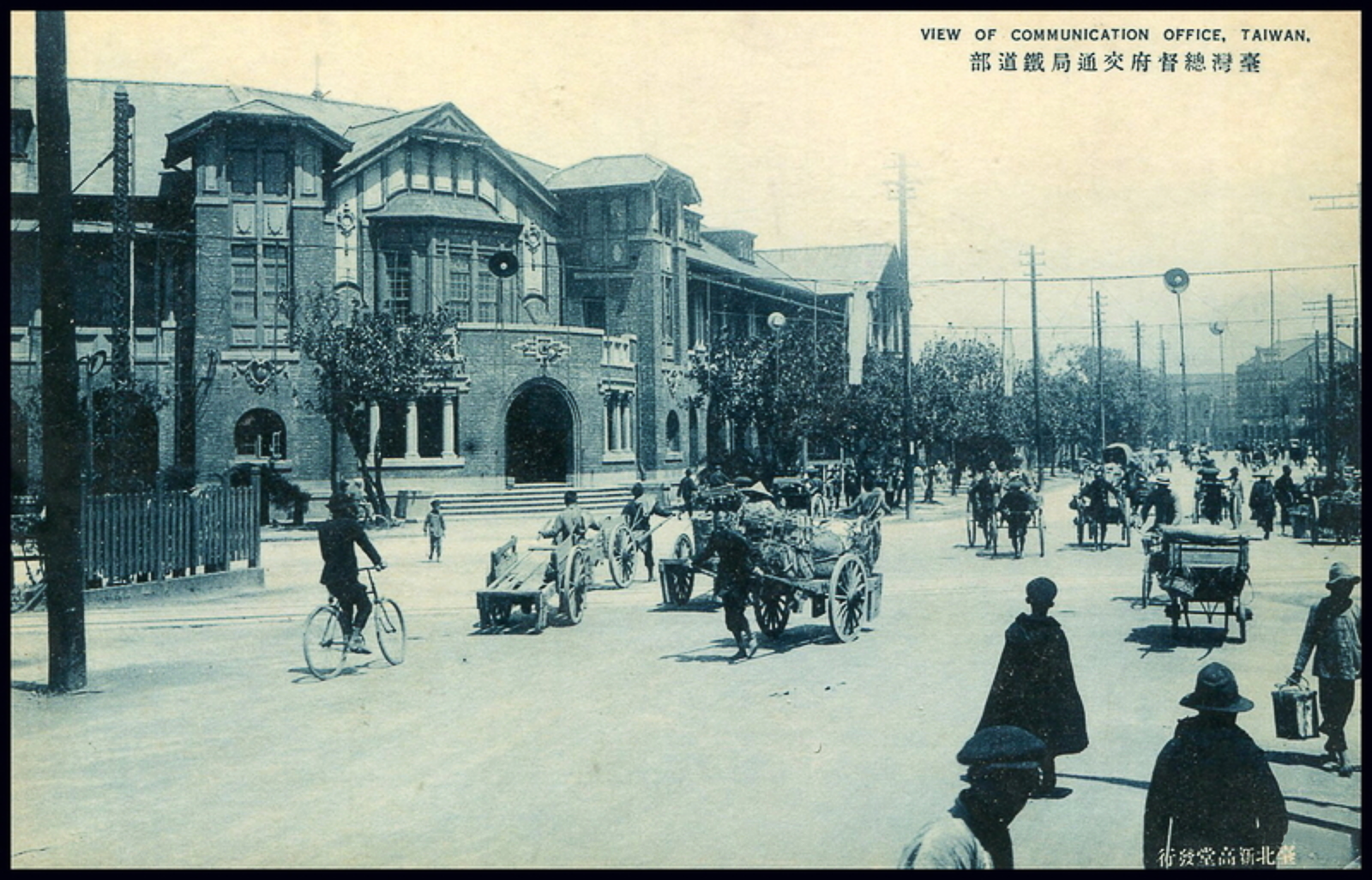
Edificio del Ministerio del Ferrocarril.

También se construyeron durante este tiempo las líneas Tansui (淡水 线, hoy Línea Danshui en el Sistema de Tránsito Rápido de Taipéi), Línea Giran (宜兰 线, Yilan Line), Línea Heitō (屏东 线, Línea Pingtung), y Línea Toko (东 港 线, Donggang Line), y se incorporaron varias líneas de ferrocarril privadas al sistema de propiedad estatal. Se crearon además líneas industriales, como la Alishan Forest Railway, y se trazaron los planes para construir la North-Link Line, South-Link Line, y una línea que discurriese por las montañas del centro de Taiwán, que nunca se realizó debido a las dificultades técnicas y al estallido de la Segunda Guerra Mundial. También se crearon nuevas líneas privadas como la Taiwan Sugar Railways (para apoyar a la industria de la caña de azúcar).
Al igual que muchas otras oficinas gubernamentales, el Ministerio de Ferrocarriles fue encabezado por tecnócratas. Muchos de los ferrocarriles construidos durante el gobierno de Japón se siguen utilizando hoy en día.

### Carreteras
En comparación con el rápido desarrollo del sistema ferroviario, el sistema de carreteras tuvo mucha menos atención. No obstante, ante la creciente competencia que representaban los automóviles, el Ministerio del Ferrocarril empezó a comprar o a confiscar las carreteras que discurrían paralelas a las líneas de tren.[cita requerida]
El servicio de autobús estaba disponible dentro de las ciudades, pero la mayoría de las rutas interurbanas eran cubiertas por líneas de ferrocarril.

## Política social

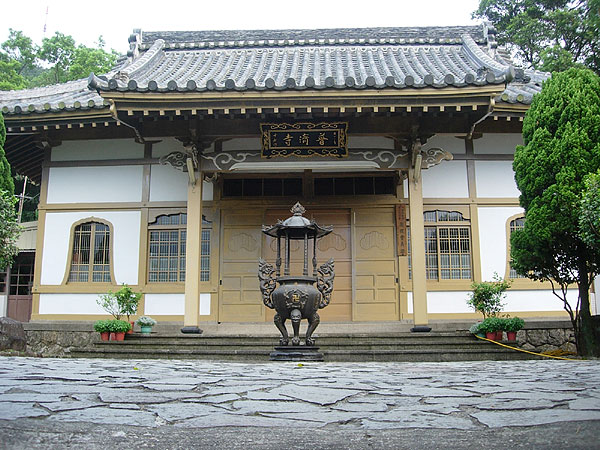
El viejo templo Puji (普濟寺) en Beitou, Taipéi. Construido durante el gobierno de Japón.

Si bien la idea de «gobernanza especial» promovida por Gotō dominó la política de las autoridades coloniales, el objetivo final seguía siendo la modernización de la sociedad taiwanesa. Los esfuerzos se centraron en lo que se conoce como los «Tres Malos Hábitos».

### Los tres malos hábitos
Los tres malos hábitos (三大陋習), considerados por la Oficina del Gobernador General como arcaicos y poco saludables eran el uso del opio, el vendaje de los pies, y el peinado de coletas. Al igual que la China continental en el siglo XIX, la adicción al opio era un problema social grave en Taiwán, con estadísticas que indicaban a más de la mitad de la etnia china de Taiwán como consumidores de la droga. La desfiguración intencionada de los pies femeninos con vendajes era común en China y Taiwán, y el peinado de coleta usado por la población masculina era obligado para los chinos de etnia han por los gobernantes manchúes de la dinastía Qing.

#### Opio
Poco después de la adquisición de Taiwán en 1895, el entonces primer ministro Itō Hirobumi ordenó que el opio fuese prohibido en Taiwán. Sin embargo, debido a la omnipresencia de la adicción al opio en la sociedad taiwanesa y los problemas sociales y económicos causados por la prohibición completa, la primera política de línea dura se relajó en pocos años. El 21 de enero de 1897, el Gobierno Colonial promulgó el Edicto de Opio de Taiwán, que creaba un monopolio estatal para el comercio de opio y la restricción de su venta, con el objetivo final de la abolición total. El número de adictos bajó rápidamente de millones a 169.064 en 1900 (6,3% de la población total en el momento) y 45.832 (1,3% de la población) en 1921. Sin embargo, las cifras eran aún más altas que las de las naciones donde el opio estaba completamente prohibido.
En 1921, el Partido Popular de los Taiwaneses acusó a las autoridades coloniales ante la Sociedad de Naciones de ser complacientes con la adicción de más de 40.000 personas, mientras obtenían un beneficio de las ventas del opio. Para evitar la controversia, el gobierno colonial expidió el Nuevo Edicto del Opio de Taiwán el 28 de diciembre, y nuevas leyes relacionadas el 8 de enero del año siguiente. Aumentó la restricción de la venta al público, una clínica de rehabilitación fue inaugurada en Taipéi, y una campaña concertada contra la droga se puso en marcha.

#### Vendaje de los pies
El vendaje de pies era una práctica de moda en las dinastías Ming y Qing. Los pies de las jóvenes, por lo general a los seis años pero a menudo antes, se envolvían en vendajes ajustados para que no pudieran crecer normalmente. Al llegar a la edad adulta, los pies se habían roto o deformado, eran pequeños, disfuncionales, y propensos a infecciones, parálisis, y atrofia muscular. En lugar de considerarlos hermosos, muchos consideraron que la práctica era arcaica y bárbara. De acuerdo con los líderes locales, el gobierno colonial lanzó una campaña en 1901, y la práctica fue oficialmente prohibida en 1915, con los infractores sujetos a un duro castigo.

#### Coletas
Se pusieron en marcha campañas sociales en contra del uso de las coletas, aunque no hubo leyes o decretos sobre el tema. Con la caída de la Dinastía Qing en 1911, la popularidad de las coletas también se redujo.

### Urbanismo
El gobierno colonial se centró inicialmente en necesidades urgentes como el saneamiento y las fortificaciones militares. Los planes de desarrollo urbano comenzaron en 1899, con un plan quinquenal de desarrollo para la mayoría de medianas y grandes ciudades. La primera fase de renovación urbana se centró en la construcción y mejoramiento de caminos. En Taihoku (Taipéi), las antiguas murallas fueron demolidas, y la nueva área de Seimonchō (西門町) (hoy Ximending) fue desarrollada para los nuevos inmigrantes japoneses.
La segunda fase del desarrollo urbano comenzó en 1901, centrándose en las áreas alrededor de las entradas sur y este de Taihoku (Taipéi) y de la estación de trenes de Taichū (Taichung). Las mejoras incluyeron también carreteras y sistemas de drenaje, todo como preparación para la llegada de más inmigrantes japoneses.
Otra fase comenzó en agosto de 1905 y también incluyó Tainan. En 1917, los programas de renovación urbana se estaban realizando en más de setenta ciudades y pueblos en todo Taiwán. Muchos de los planes urbanísticos establecidos en estos programas siguen siendo utilizados en el Taiwán de hoy.

### Salud pública
En los primeros años del gobierno japonés, el gobierno colonial ordenó la construcción de clínicas por todo Taiwán y trajo a los médicos de Japón para detener la propagación de enfermedades infecciosas. Se eliminaron de la isla enfermedades como la malaria, la peste, y la tuberculosis. El sistema de salud pública en los años del gobierno japonés estaba formado principalmente por pequeñas clínicas locales en lugar de los grandes hospitales centrales, una situación que se mantendría constante en Taiwán hasta la década de 1980.
El gobierno colonial también puso un gran esfuerzo en el desarrollo de un eficaz sistema de saneamiento para Taiwán. Contrataron a expertos británicos para diseñar los desagües pluviales y los sistemas de alcantarillado. La expansión de calles y aceras, la construcción con más ventanas para permitir el flujo de aire, limpieza obligatoria en los barrios, y la cuarentena de los enfermos también ayudaron a mejorar la salud pública.
La educación para la salud pública se hizo obligatoria en las escuelas y se incorporó a la ley. La Universidad Imperial de Taihoku estableció un Centro de Investigación de Medicina Tropical y un sistema de capacitación de enfermeras.

### Aborígenes
Según el censo de 1905, la población aborigen era de 450.000 aborígenes de las llanuras, casi completamente asimilados por la cultura china han, y 300.000 aborígenes de montaña. La política japonesa para los aborígenes se centró principalmente en este último grupo no asimilado, conocido en japonés como Takasago-zoku (高砂族).
Los aborígenes fueron objeto de versiones modificadas de la ley criminal y civil. Como con el resto de la población taiwanesa, el objetivo final del gobierno colonial era asimilar a los aborígenes en la sociedad japonesa a través de una doble política de represión y educación. La integración de los aborígenes se aceleró durante la Segunda Guerra Mundial, pues resultaron ser los más audaces soldados que el imperio jamás hubo producido. Su legendaria valentía es celebrada aún hoy por los veteranos japoneses, entre los cuales algunos decían deber su supervivencia a los soldados de Taiwán («Takasago Hei» en japonés).

### Religión

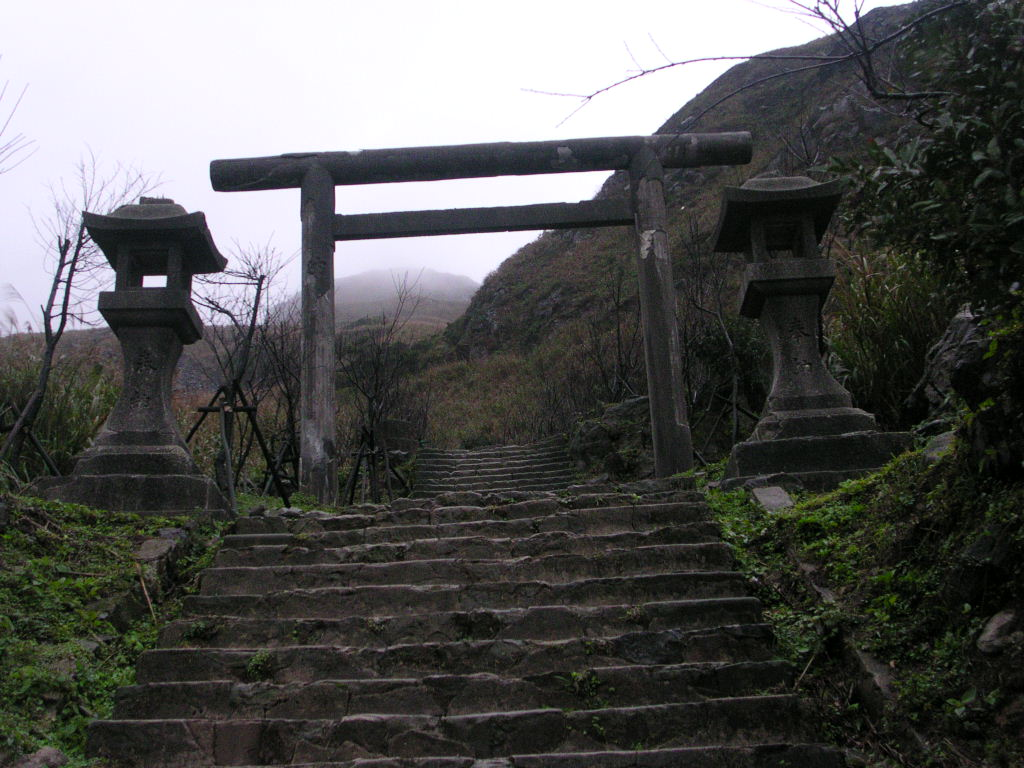
Los restos modernos del Santuario Ogon (黄金 神社), un templo sintoísta situado en Jinguashih (金瓜石), Condado de Taipéi.

Durante la mayor parte del dominio japonés en Taiwán, el gobierno colonial promovió la religión budista existente por encima del sintoísmo. Se pensó que, utilizada correctamente, la religión podría acelerar la integración de los taiwaneses en la sociedad japonesa.
En estas circunstancias, los templos budistas existentes en Taiwán se ampliaron o modificaron para dar cabida a elementos japoneses de la religión, como la adoración de Ksitigarbha (popular en Japón, pero no en Taiwán en esa época). Los japoneses también construyeron varios templos budistas en Taiwán, muchos de los cuales también combinaron aspectos del taoísmo y confucianismo, una mezcla que aún persiste en el Taiwán de hoy.
En el año 1937, con el inicio del movimiento Kōminka, el gobierno inició la promoción del sintoísmo y la restricción limitada de otras religiones.

## Cultura
Después de 1915, la resistencia armada contra el gobierno colonial japonés casi cesó, y en su lugar surgieron movimientos sociales espontáneos. Los ciudadanos taiwaneses organizaron varios grupos políticos modernos, clubes culturales y sociales, y tomaron conciencia política con la intención de unir a las personas con sensibilidades afines. Esto les motivó a luchar por objetivos comunes establecidos por esos movimientos sociales, y contribuyó a enriquecer la cultura en Taiwán.
Además de la literatura, que conectó con los movimientos sociales de la época, el aspecto de la cultura occidental que se cultivó en Taiwán con más éxito fue el arte, con muchas obras famosas creadas durante este tiempo.
La cultura popular representada en películas, música popular y teatro de títeres floreció por primera vez en Taiwán durante este período.

### Literatura

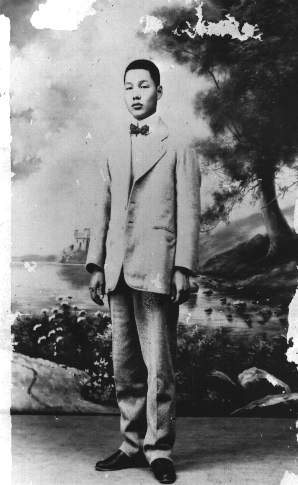
Lai He, Padre de la nueva Literatura en Taiwán.

En 1919, algunos estudiantes taiwaneses en Tokio reestructuraron la Sociedad de la Ilustración y establecieron la New People Society, en lo que fue el preludio de varios movimientos políticos y sociales. Muchas publicaciones nuevas, como «Literatura y Arte de Taiwán» (1934) y «Nueva Literatura de Taiwán» (1935), aparecieron poco después. Esto condujo a la aparición de un movimiento literario vernáculo en Taiwán, que se separó de las formas clásicas de la poesía antigua. Muchos expertos reconocen las posibles conexiones de este movimiento con el Movimiento del 4 de mayo en China.
Estas tendencias en la literatura no desaparecieron cuando fueron reprimidas por el gobernador de Japón. En la década de 1930 se desarrolló un famoso debate sobre el lenguaje rural en Taiwán, que tuvo efectos duraderos en la literatura, el lenguaje y la conciencia étnica.
En 1930, el residente taiwanés en Japón Huang Shihui comenzó en Tokio el debate sobre la literatura rural. Abogó porque la literatura de Taiwán tratase sobre Taiwán, tuviese influencia en un gran público, y usara el idioma taiwanés. En 1931, un residente de Taipéi llamado Guo Qiusen apoyó el punto de vista de Huang. Guo inició el debate lingüístico sobre el Taiwán rural, que abogaba por la literatura publicada en Taiwán. El movimiento fue inmediatamente apoyado por Lai He, considerado el padre de la literatura taiwanesa. Después de esto, la controversia sobre utilizar el chino taiwanés o el chino mandarín, y sobre si el tema debía referirse a Taiwán, se convirtió en el foco del Nuevo Movimiento Literario de Taiwán. Sin embargo, debido a la próxima guerra y a la omnipresente educación cultural japonesa, el debate no pudo desarrollarse más ampliamente y terminó perdiendo tracción bajo la política de japonización establecida por el gobierno.
En los dos años posteriores a 1934, escritores progresistas de Taiwán se unieron y establecieron la Asociación de Literatura y Arte de Taiwán y la Nueva Literatura Taiwanesa, movimientos con implícitas vocaciones políticas. Después del Incidente del Puente Marco Polo en 1937 en Pekín, que marcó el inicio de la segunda guerra sino-japonesa el gobierno colonial instituyó inmediatamente la «Movilización General del Espíritu Nacional», que comenzó oficialmente la política de japonización. Los escritores taiwaneses entonces solo podían asociarse a organizaciones dominadas por escritores japoneses, como la «Asociación de Poetas Taiwaneses», establecida en 1939, y la «Asociación de Literatura y Arte de Taiwán», afín a esta nueva política desde 1940.
La literatura taiwanesa se centró principalmente en el espíritu de Taiwán y la esencia de la cultura taiwanesa. Aunque pueda parecer simple, en realidad esto fue toda una revolución hecha posible por los movimientos políticos y sociales. La gente con la literatura y las artes comenzó a pensar en las cuestiones de la cultura taiwanesa, y en tener una cultura que realmente perteneciese a Taiwán.

### Arte occidental

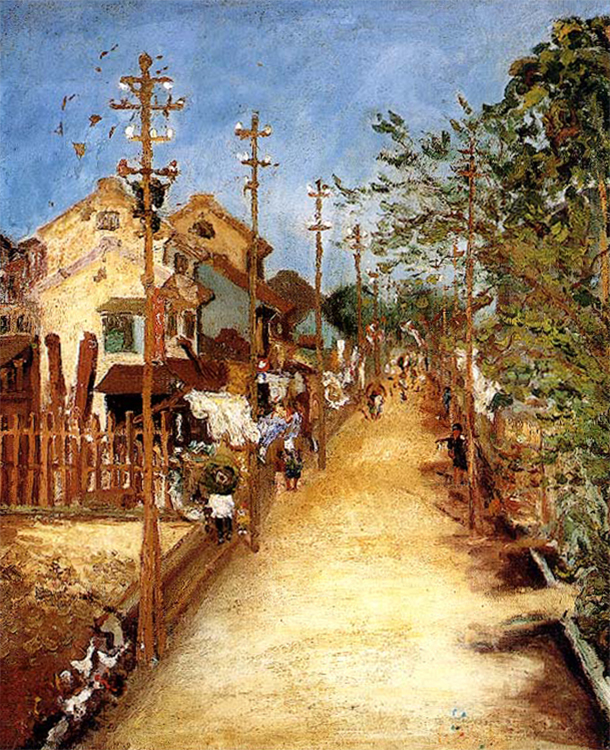
Fuera de calle Chiayi / Chen Chengbo / 1926 / Pintura sobre lienzo / 64 cm × 53 cm / Seleccionado como parte de la 7.ª Feria Imperial Japonesa.

Durante la dinastía Qing, el concepto de arte occidental no existía en Taiwán. La pintura no era una profesión muy respetada, y ni siquiera la pintura paisajística china estaba desarrollada. Los japoneses trajeron un nuevo sistema educativo que introdujo la enseñanza del arte occidental y japonés, lo que sentó las bases para el futuro desarrollo de la apreciación del arte en Taiwán, y produjo varios artistas famosos. El pintor y profesor Ishikawa Kinichiro contribuyó en gran medida a planificar la formación de los nuevos profesores de arte. Instruyó personalmente a los alumnos y los animó a viajar a Japón para aprender técnicas más sofisticadas de arte.
En 1926, un estudiante de Taiwán en Japón llamado Chen Chengbo expuso el cuadro Fuera de la Calle Chiayi (ver izquierda). La obra fue seleccionada para la séptima Feria Imperial Japonesa, y fue la primera obra de estilo occidental de un artista de Taiwán en ser incluida en una exposición japonesa. Muchas otras obras fueron posteriormente apareciendo en las Exposiciones del Imperio japonés y otras exhibiciones. Estos éxitos ayudaron a la popularización de las artes en Taiwán. Irónicamente, Chen, tan apreciado por los japoneses, fue ejecutado sin juicio por los chinos, en el Incidente 228
Lo que realmente integró las artes en la sociedad fueron las exposiciones oficiales japonesas en Taiwán. En 1927, el gobernador de Taiwán, junto con los artistas Ishikawa Kinichiro, Shiotsuki Toho y Kinoshita Shizukishi, creó la Exposición de Arte de Taiwán, que se celebró anualmente en diez ocasiones, hasta 1936. No se celebró en 1937, debido a la segunda guerra sino-japonesa, pero volvió en 1938 rebautizada como «Exposición de Arte del Gobierno de Taiwán» durante dieciséis años más, hasta 1945. Promovió la primera generación de artistas de Taiwán que practicaban el arte occidental, y el estilo propio de Taiwán que se desarrolló con ella influye aún en el arte, el diseño, y la ingeniería.

### Cine

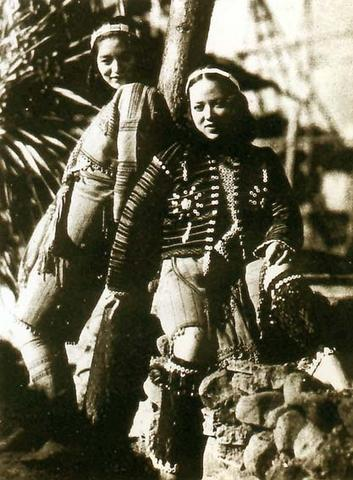
Sayon's Bell, un filme japonés producido en Taiwán durante este periodo.

De 1901 a 1937, el cine taiwanés fue influenciado enormemente por el cine japonés. Por ejemplo, el uso de un benshi (un narrador en las películas mudas), fue adoptado y rebautizado como benzi por los taiwaneses. Esta figura del narrador es muy distinta de su equivalente en el mundo occidental, y rápidamente se convirtió en un star-system, hasta el punto de que la gente iba a ver la misma película narrada por diferentes benshi, que podían convertir un romance en comedia o en drama, según su estilo y sus habilidades.
La primera película hecha en Taiwán fue un documental producido en 1907 por Takamatsu Toyojiro y realizado por un grupo de fotógrafos que viajaron por la isla. Se titulaba «Descripción de Taiwán» e incluía escenas sobre la construcción de las ciudades, electricidad, agricultura, industria, minería, ferrocarriles, educación, paisajes, tradiciones, y la conquista de los aborígenes. La primera película dramática producida por taiwaneses se llamó «¿Culpa de Quién?», creada en 1925 por la Asociación de Investigación Cinematográfica de Taiwán. Otro tipo de películas, como noticiarios, piezas educativas o propaganda también contribuyeron al desarrollo del cine de esta época en Taiwán, hasta la derrota de Japón en 1945. Sayon's Bell, que mostraba a una joven aborigen ayudando a los japoneses, fue una producción representativa de este tipo de películas.
En 1908, el empresario japonés Takamatsu Toyojiro se estableció en Taiwán y empezó a construir salas de cine en las principales ciudades. Firmó acuerdos con estudios japoneses e internacionales, y popularizó la exhibición de películas. En 1924 los cines en Taiwán incorporaron la avanzada técnica de rótulos de Japón, lo que hizo crecer la audiencia. En octubre de 1935 se celebró el 40 aniversario de la anexión de Taiwán, y en 1937 Taipéi y Fukuoka (sur de Japón) quedaron conectadas por vía aérea. Estos dos acontecimientos impulsaron al cine taiwanés a su edad de oro.

### Música popular
Se puede decir que la música popular en Taiwán comenzó en la década de 1930. Aunque los discos y las canciones populares ya existían, la calidad y la popularidad de la mayoría de ellos era muy pobre, en parte porque las canciones populares de la época diferían de la música tradicional y la ópera taiwanesa. Sin embargo, debido al gran desarrollo del cine y la radiodifusión en la década de 1930, las nuevas canciones populares que se apartaban de influencias tradicionales comenzaron a propagarse con rapidez.
El primer gran éxito de la canción popular en Taiwán llegó con la película china, Peach Blossom Weeps Tears of Blood conocida como «La chica melocotón», producida por Lianhua Productions, protagonizada por Ruan Lingyu y proyectada en cines de Taiwán en 1932. Para atraer más espectadores en Taiwán, los productores encargaron a los compositores Zhan Tianma y Wang Yunfeng crear una canción con el mismo título, que ayudó al éxito de la película y logró grandes ventas de discos. A partir de entonces la música popular en Taiwán, con la ayuda del cine, comenzó a despuntar.

### Teatro de títeres
Muchos inmigrantes hablantes de Min Nan entraron a Taiwán en 1750, y con ellos llegó el teatro de títeres. Las historias se basaban principalmente en obras clásicas y piezas dramáticas, muy refinadas y centradas en la complejidad de los movimientos de las marionetas. El acompañamiento musical era en general música Nanguan y Beiguan. Según los Registros de la Provincia de Taiwán, el estilo nanguan chino fue la primera forma de teatro de títeres en Taiwán, y aunque cayó en el desuso, todavía hoy se puede ver representado por algunas compañías en Taipéi.

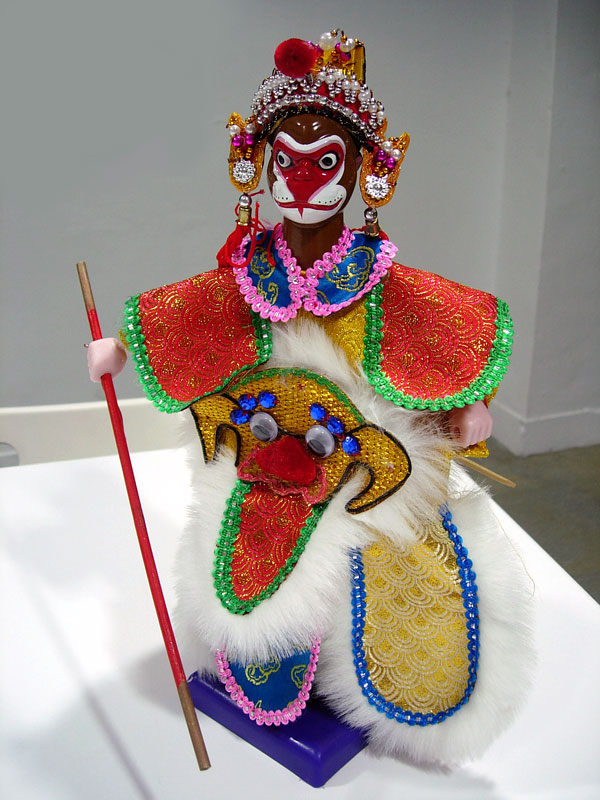
Entretenimiento cultural importante durante el periodo de dominación japonesa: El teatro de marionetas.

En la década de 1920 se desarrolló el teatro de marionetas wuxia, basado en las artes marciales. La diferencia con el teatro tradicional estaba sobre todo en las historias, que en el teatro wuxia se reducián básicamente a exhibiciones de artes marciales realizadas por los títeres. Figuras representativas de esta época fueron Huang Haidai en Wuzhouyuan y Zhong Renxiang en Xinyige. Este género de marionetas comenzó en las ciudades de Yunlin, Huwei y Xiluo, y se popularizó en el centro y sur de Taiwán. El teatro de títeres de Huang Haidai era narrado en Min Nan, e incluía poemas, relatos históricos, refranes y adivinanzas. Las actuaciones mezclaban música Beiguan, Nanguan, Luantan, Zhengyin, Gezai y Chaodiao.
Después de la década de 1930, la política de japonización afectó al teatro de títeres. La costumbre del beiguan chino fue prohibida, y fue sustituido por la música occidental. El vestuario y los títeres eran una mezcla de estilo japonés y chino. Las obras incluían a menudo historias de Japón como Mitokomon y otras, con los muñecos vestidos de japoneses y las representaciones en japonés. Estas nuevas barreras lingüísticas y culturales redujeron la aceptación del público, pero introdujeron técnicas en la música y la puesta en escena que posteriormente contribuyeron a una «edad de oro» del teatro de marionetas.
Durante esta época, el teatro de marionetas en el sur de Taiwán tuvo a sus cinco grandes pilares: Huang Haidai, Zhong Renxiang, Huang Tianquan, Hu Jinzhu y Lu Chongyi, y a sus cuatro grandes celebridades: Huang Tianchuan, Lu Chongyi, Li Tuyuan and Zheng Chuanming.

### Béisbol
El béisbol fue traído a Taiwán por los japoneses y hoy en día sigue siendo el deporte más popular en ambos países. Se formaron equipos de béisbol en las escuelas y se construyeron estadios como el de Tainan, aún en pleno uso. Este desarrollo del béisbol culminó en 1931 cuando el Kagi Nourin Gakkou, equipo de una zona rural, alcanzó el segundo puesto en el Torneo Nacional de Japón de Béisbol para escuelas. El béisbol se convirtió en un deporte tan generalizado que, en la década de 1930, casi todas las escuelas tenían su propio equipo. El legado sigue vivo en la actualidad gracias a jugadores como Chien-Ming Wang, de los Washington Nationals, Hong-Chih Kuo de los Dodgers o Chien-Ming Chiang de los Yomiuri Giants de Japón.

## Retrocesión

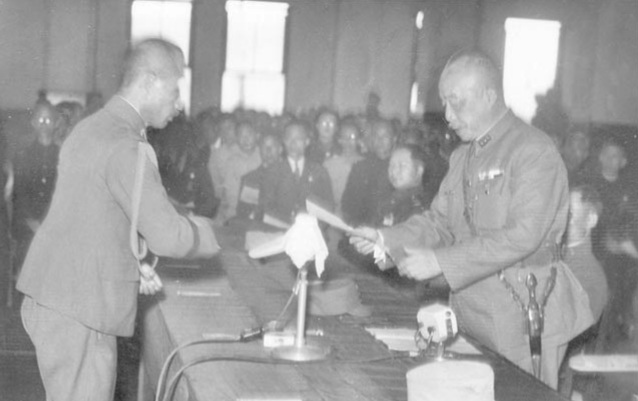
Chen Yi (derecha) aceptando la rendición del General Rikichi Andō (izquierda), el último Gobernador-General japonés de Taiwán, en el Taipei City Hall.

Con el fin de la Segunda Guerra Mundial, Taiwán fue puesta bajo el control administrativo de la República de China por la Administración de las Naciones para el Socorro y Rehabilitación (UNRRA) después de 50 años de dominio colonial por Japón. Chen Yi, el Jefe del Ejecutivo de la República China, llegó el 24 de octubre de 1945 y recibió al último gobernador general japonés, Andō Rikichi, quien firmó el documento de la entrega el día siguiente, que fue proclamado por Chen como «Día de la retrocesión». Esta resultó ser legalmente discutible, puesto que Japón no renunció a su soberanía sobre Taiwán hasta el 28 de abril de 1952, con la entrada en vigor del Tratado de Paz de San Francisco. Y, además, este tratado tampoco menciona qué nación ejercería la soberanía en la isla, lo que complicó aún más el estatus político de Taiwán. Como resultado, el uso del término «retrocesión de Taiwán» (台灣光復, Táiwān guāngfù) es menos común actualmente en la isla.

### Antecedentes
En la Conferencia de El Cairo de 1943, los Aliados acordaron que Japón renunciará a Taiwán al final de la guerra. En abril de 1944, el gobierno de la República de China creó un Comité de Investigación de Taiwán (台灣調查委員會, Táiwān diàochá wěiyuánhuì) con Chen Yi como presidente. Poco después, la comisión presentó sus conclusiones sobre la economía, la política, la sociedad, y los asuntos militares de Taiwán al Generalísimo Chiang Kai-shek.
Después de la guerra, la posición del gobierno de China en cuanto a la administración de Taiwán estaba dividida. Una facción apoyaba un tratamiento para Taiwán igual que el de otros territorios de China ocupada por los japoneses durante la Segunda Guerra Mundial, creando una provincia de Taiwán. La otra facción apoyaba la creación de una Región Administrativa Especial en Taiwán, con gobierno militar y poderes especiales para la policía. Al final, Chiang Kai-shek optó por una fórmula extraordinaria, la sugerencia de Chen Yi de crear una «Oficina del jefe ejecutivo de la provincia de Taiwán» (台灣省行政長官公署, Táiwān-shěng xíngzhèng zhǎngguān gōngshǔ) para tutelar la transición.
Japón se rindió formalmente a los Aliados el 14 de agosto de 1945. El 29 de agosto, Chiang Kai-shek nombró a Chen Yi gobernador de Taiwán y anunció la constitución formal del ejecutivo y, el 1 de septiembre, del Comando de Guarnición de Taiwán (la policía secreta), con Chen Yi también al frente. Tras unos días de preparación, una avanzada llega a Taipéi el 5 de octubre, y más personal desde Shanghái y Chungking entre ese día y el 24 de octubre.

### Ceremonia de rendición
El 25 de octubre de 1945, en el Ayuntamiento de Taipéi, el gobernador japonés de Taiwán se rindió formalmente ante Chen Yi (con la autorización del Comandante en Jefe de Estados Unidos en el Pacífico Douglas MacArthur). Ese mismo día, el gobierno del Kuomintang chino en Taiwán comenzó a funcionar en el edificio que ahora alberga el Yuan Ejecutivo.